# Escala monotónica
Una escala monotónica en música es una escala o modo musical constituido por una sucesión de un solo sonido, altura o nota dentro de una octava. Tener una nota fija deliberada, la monotonía es todavía una forma musical en lugar de una ausencia total de melodía. Las masas monotónicas, en contraste con las escalas musicales más comunes, como la pentatónica; o las actuales heptatónica y cromática que suelen ser las más habituales en occidente.

## Distribución

### Europa

#### Liturgia cristiana primitiva
En un principio, la recitación litúrgica cristiana puede haber sido monotónica. Charles William Pearce especuló que la monotonía podría haber sido una etapa intermedia entre la recitación hablada del salterio y el canto melódico:

«La recitación congregacional en vez de solista del salterio era un rasgo distintivo del culto cristiano primitivo. Naturalmente, el primer paso en la historia de la recitación colectiva del salterio debió ser la pronunciación del texto por parte de cada miembro individual de la comunidad o congregación en su voz conversacional ordinaria: algo totalmente diferente del culto cantado de los perseguidores tanto los judíos como los romanos. El siguiente paso, como una liberación de ese caos vocal inevitable, sería la introducción de una recitación monotónica, es decir, la adopción de una nota de una altura fija sobre la que tanto hombres como mujeres podían recitar en conjunto, con una octava o algún otro intervalo concordante entre ellos...
La estructura melódica de un "tono de salmo" gregoriano de fecha temprana transmite la sugestión más fuerte posible, si no evidencia real, de un sistema de recitación monotónica que probablemente debió de ser probado y mejorado porque aparentemente no cumplía con las necesidades de la recitación comunitaria o congregacional. Leyendo entre líneas, puede verse fácilmente que el gusto por la variedad, la ansiedad provocada por una melodía, aunque sea simple, y el deseo de no usar excesivamente la voz de forma continua cantando en una sola nota, condujeron a la "inflexión" de la recitación monotónica como un alivio vocal necesario. Esta inflexión se obtuvo con facilidad haciendo que la voz en la mitad y al final de cada verso del salmo se alejase de la monotonía hacia algunos grados de la escala adyacentes.»

Conforme a San Agustín, el "Libro anotado de oración común" también señala que San Atanasio desalentó la variación en la nota en la recitación litúrgica, pero dicha modulación eventual de la nota condujo al desarrollo del canto llano.

### Oceanía

#### Maorí
En los servicios cristianos del maorí en Auckland, Nueva Zelanda, los diez mandamientos y los salmos se cantan en un estilo responsorial llamado waiata (la palabra maorí para canción), con el canto monotónico que va alternando entre el ministro y la congregación. Parte de la congregación puede cantar en un intervalo de tercera por encima los demás, y en ocasiones unas pocas de las mujeres añadirán una cuarta por debajo, originando una constante tríada en segunda inversión. El final de cada frase está marcado por un glissando descendente.